# Stadio Lawson Tama
Lo stadio Lawson Tama è uno stadio di Honiara, capitale delle Isole Salomone. È lo stadio nazionale e ospita le partite della nazionale salomonese di calcio.
L'impianto può contenere circa 16.000 persone in posti a sedere tutti coperti. È intitolato al politico e uomo d'affari australiano Eric Lawson, vissuto a lungo nel paese.